# Ultraaricia carteri
Ultraaricia carteri är en fjärilsart som beskrevs av Harrison 1929. Ultraaricia carteri ingår i släktet Ultraaricia och familjen juvelvingar. Inga underarter finns listade i Catalogue of Life.